# Alpago (comune)
Alpago è un comune italiano di 6 611 abitanti della provincia di Belluno in Veneto, che occupa la parte occidentale dell'omonima regione storico-geografica dell'Alpago, appartenente all'Unione montana Alpago. Sorto in seguito alla fusione tra Farra d'Alpago, Pieve d'Alpago e Puos d'Alpago, è operativo dal 23 febbraio 2016: da questa data i tre comuni precedenti hanno cessato di esistere come tali e sono divenuti municipi ai sensi dell'art. 32 dello statuto comunale. La sede del comune sparso si trova a Pieve d'Alpago.

## Geografia fisica

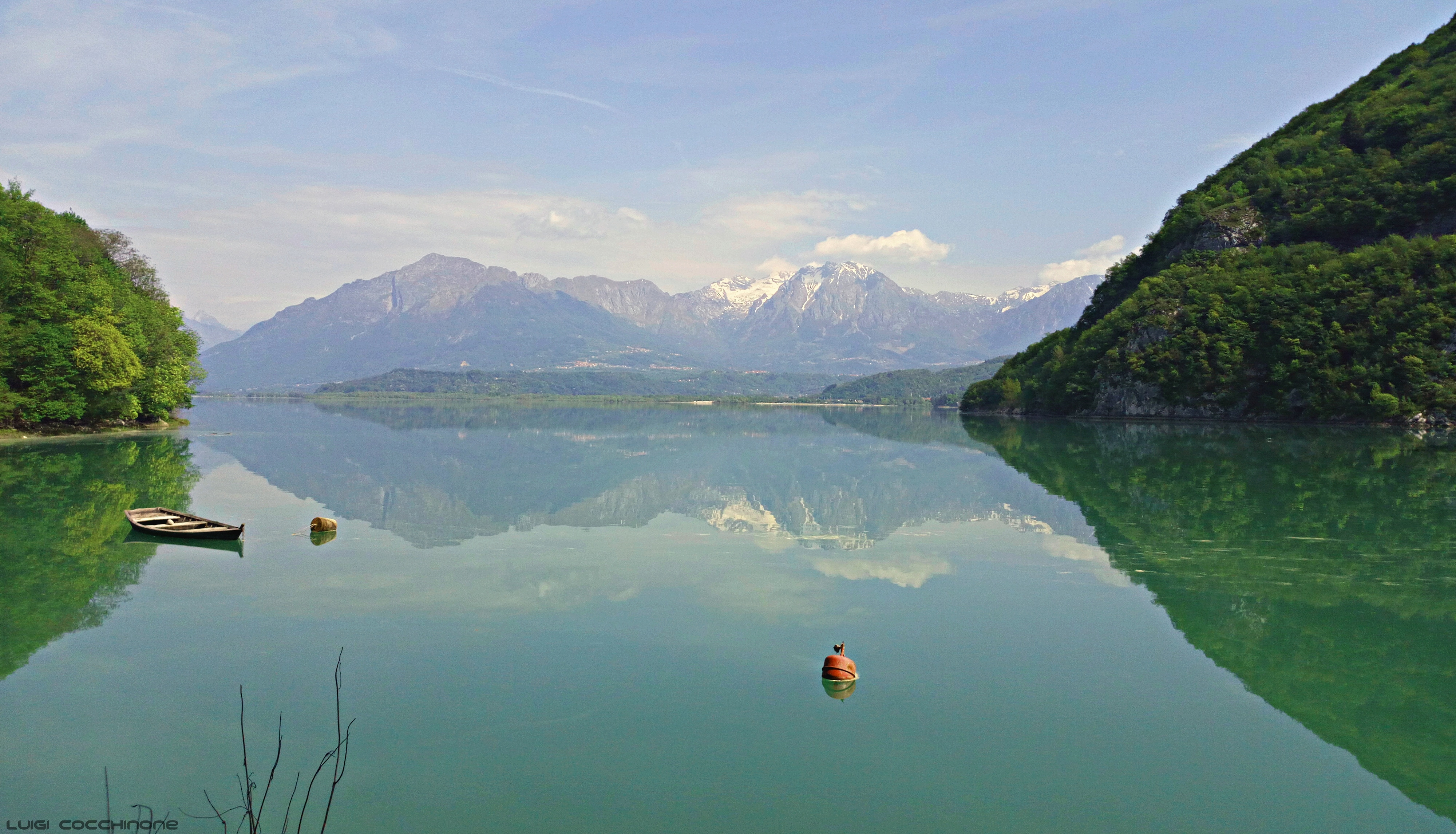
La Baia delle Sirene

Il comune si stende nella conca dell'Alpago, circondata dalle Prealpi Bellunesi, tra la valle del Piave e la Val Lapisina. La parte a sud-ovest è occupata dalle acque del Lago di Santa Croce, mentre quella a sud-est dall'altopiano del Cansiglio. Il principale corso idrico è il torrente Tesa, che insieme ai due canali artificiali Cellina e Rai costituisce la principale idrografia del comune.

## Storia

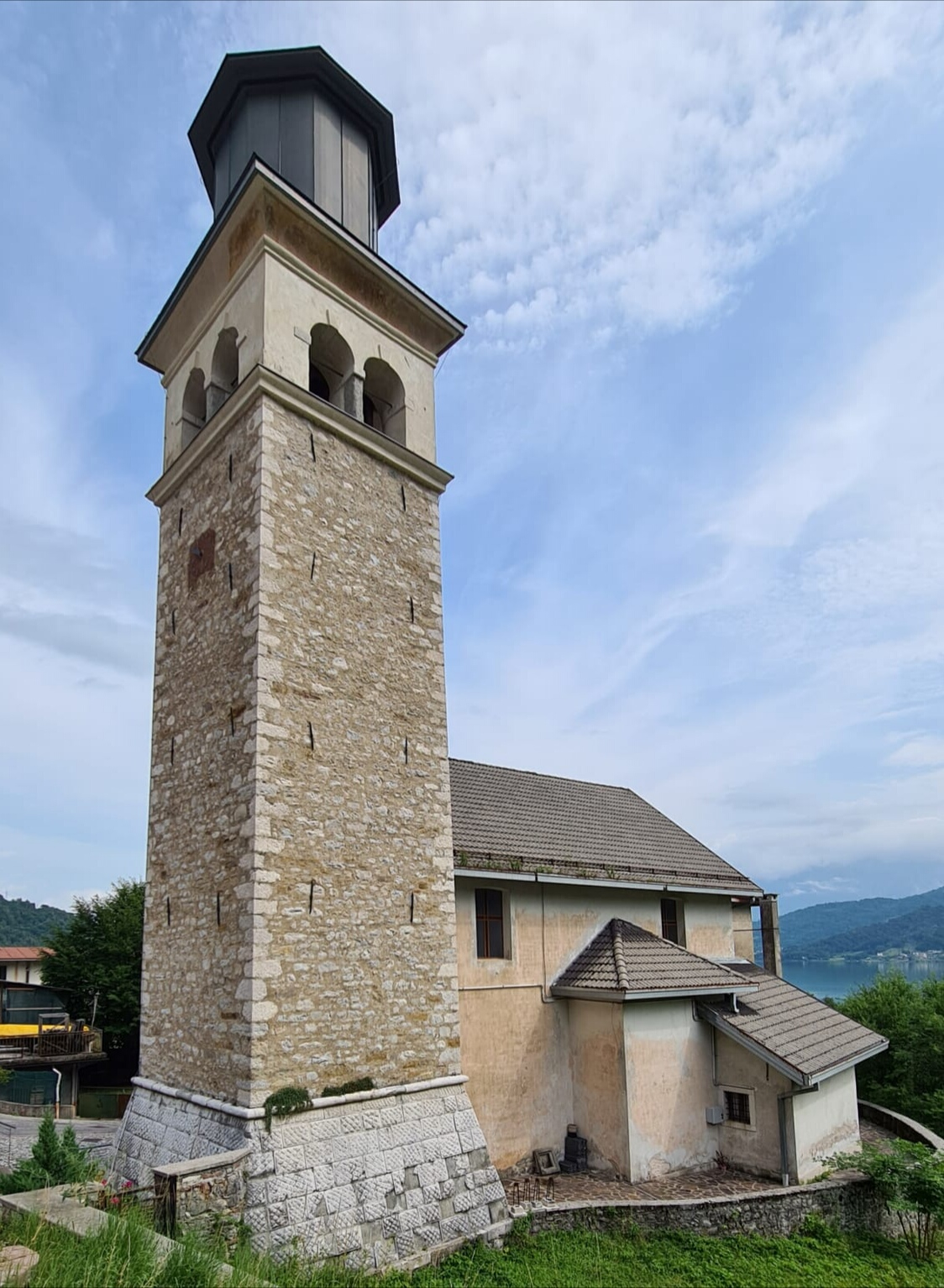
Il campanile di Santa Croce con dietro la chiesa parrocchiale

Il primo tentativo di fusione fu proposto nel 1997 e riguardava tutti e cinque i comuni dell'Alpago (compresi dunque anche Chies d'Alpago e Tambre). Il primo referendum si tenne nel 2001, ma i voti favorevoli prevalsero solo nei comuni di Chies d'Alpago, Puos d'Alpago e Pieve d'Alpago, e quindi l'iter non giunse a compimento. Successivamente, nel 2014, venne ripreso il progetto, che però fu accolto favorevolmente solo dalle tre amministrazioni locali di Puos, Farra e Pieve (in seguito a un consiglio comunale congiunto del 9 maggio 2015) e dal Consiglio Regionale del Veneto (provvedimento n. 71 del 20 ottobre 2015). La proposta di fusione superò poi anche il vaglio del referendum popolare del 17 gennaio 2016, in cui andò a votare la popolazione dei tre comuni proponenti, ed è stata infine attuata con la legge regionale n. 7 del 2016.

### Simboli
Lo stemma e il gonfalone del comune di Alpago sono stati concessi con decreto del Presidente della Repubblica del 12 luglio 2018.
Il gonfalone è un drappo di bianco, bordato d’azzurro.
Nello stemma sono riuniti elementi ripresi dagli emblemi dei precedenti comuni: il drago di Farra d'Alpago, il cipresso di Pieve d'Alpago e l'aquila di Puos d'Alpago.

## Monumenti e luoghi d'interesse
- Chiesa di Santa Croce a Santa Croce del Lago
- Chiesa di Santa Maria del Rosario a Pieve d'Alpago, del XII secolo, ricostruita dopo il terremoto del 1873 su progetto di Giuseppe Segusini
- Chiesa di San Bartolomeo Apostolo a Puos, costruita tra il 1825 e il 1840
- Chiesa dei Ss. Filippo e Giacomo a Farra, del XIX secolo
- Chiesa di San Floriano a Plois, del XV secolo

## Economia
Prima degli anni '80 l'economia degli ex comuni che oggi costituiscono il comune di Alpago era quasi totalmente basata su agricoltura, allevamento e produzione di legname. Negli anni '80 e '90, soprattutto nella zona di Paludi (ex comune di Pieve), sorsero le prime attività industriali rilevanti. La zona industriale ha continuato ad espandersi nel corso dei decenni successivi, diventando uno dei centri produttivi più importanti della provincia. Anche il turismo si è dimostrato rilevante nell'economia della zona: sono molto frequentate, infatti, le spiagge del lago di Santa Croce, l'altopiano del Cansiglio e il monte Dolada, ma anche i tratti di pista ciclabile facenti parte della ciclovia "Monaco-Venezia".

## Infrastrutture e trasporti

### Autostrade
- Autostrada A27: attraversa il territorio comunale quasi totalmente in galleria nella parte occidentale del comune; è raggiungibile tramite l'uscita "Fadalto-Lago di Santa Croce".

### Strade
L'arteria principale è costituita dalla Strada statale 51 di Alemagna, che dopo aver superato la Sella di Fadalto entra nel territorio comunale costeggiando la riva occidentale del lago di Santa Croce. Molto importanti sono inoltre le numerose strade provinciali che attraversano il comune, le quali, oltre a collegare tra loro le frazioni, permettono anche di raggiungere in vari punti la SS 51 e quindi di proseguire verso Belluno, Longarone, il Cadore, Vittorio Veneto e il resto della pianura veneta.

#### Strade statali
- di Alemagna: proveniente da San Vendemiano, entra nel territorio comunale sulla Sella di Fadalto e lo attraversa solo per un breve tratto a Santa Croce del Lago, entrando poi nel territorio di Ponte nelle Alpi, proseguendo successivamente per Longarone, il Cadore, Cortina d'Ampezzo e terminando infine a Dobbiaco.

#### Strade provinciali
- della Val Cantuna: si dirama dalla SS 51 a Cadola, attraversa alcune delle frazioni pontalpine dell'Oltrerai ed entra nel territorio comunale alla progressiva 6+700; attraversa poi Pieve d'Alpago e Garna, per terminare a Puos d'Alpago sulla SP 422.
- di Lamosano: si dirama dalla SP 422 presso il bivio di Cornei, esce dal territorio comunale attraversando il torrente Borsoia ed entra nel comune di Chies d'Alpago, per proseguire poi verso Lamosano e Chies.
- delle Coste d'Alpago: si dirama dalla SP 423 a Farra d'Alpago, attraversa la frazione di Valdenogher nel comune di Tambre, per terminare a Spert sulla SP 422.
- di Tignes: si dirama dalla SS 51 in località Ponte delle Schiette ed entra nel territorio comunale alla progressiva 0+100 in corrispondenza del ponte sul torrente Rai; la strada prosegue attraversando la zona industriale di Paludi e la frazione Tignes, per terminare a Pieve d'Alpago sulla SP 4.
- dell'Alpago e del Cansiglio: si dirama dalla SS 51 nella frazione di La Secca ed entra nel territorio comunale alla progressiva 0+100 in corrispondenza del ponte sul torrente Rai; la strada attraversa poi l'Alpago e il Cansiglio, per terminare a Vittorio Veneto.
- del Lago di Santa Croce: si dirama dalla SP 422 dalla rotatoria di Bastia; la strada attraversa poi i centri abitati di Farra d'Alpago e Poiatte, per terminare nei pressi di Santa Croce del Lago sulla SS 51.

### Ferrovie
Il comune è attraversato dalla Ferrovia Ponte nelle Alpi-Conegliano. Nel territorio si trova la Stazione di Santa Croce del Lago presso l'omonimo abitato; la fermata principale è la Stazione per l'Alpago presso La Secca, in comune di Ponte Nelle Alpi.

### Trasporto pubblico locale
Il comune è attraversato dalle seguenti linee extraurbane gestite da Dolomitibus:
- 37 Belluno-Farra-Puos-Tambre-Valdenogher
- 37-38-39 Belluno-Bastia-Tignes-Pieve-Garna-Puos
- 37-39 Belluno-Puos-Lamosano-Chies
- 41 Belluno-Vittorio Veneto
- 43 Villanova ZI-Paludi-Bastia-Puos-Valdenogher

## Società

### Evoluzione demografica
Abitanti censiti

## Amministrazione
| Periodo          | Periodo        | Primo cittadino   | Partito                        | Carica      | Note |
| ---------------- | -------------- | ----------------- | ------------------------------ | ----------- | ---- |
| 23 febbraio 2016 | 6 giugno 2016  | Nicola De Stefano | -                              | Comm. pref. |      |
| 6 giugno 2016    | 4 ottobre 2021 | Umberto Soccal    | Lista civica Insieme si cresce | Sindaco     |      |
| 4 ottobre 2021   | in carica      | Alberto Peterle   | Lista civica Obiettivo Alpago  | Sindaco     |      |

### Gemellaggi
- Kalvarija, dal 2017 (dal gemellaggio in essere con il precedente comune di Pieve d'Alpago)[senza fonte]